# Alfred Gundersen
Alfred Gundersen (ur. 11 maja 1892 w Oslo, zm. 8 stycznia 1958 tamże) – norweski zapaśnik walczący w stylu klasycznym. Olimpijczyk ze Sztokholmu 1912, gdzie wycofał się z turnieju po pierwszej rundzie w wadze średniej do 75 kg.

## Letnie Igrzyska Olimpijskie 1912
| Konkurencja                  | Runda grupowa          | Klas. końcowa  |
| Konkurencja                  | Przeciwnik I           | Miejsce        |
| ---------------------------- | ---------------------- | -------------- |
| styl klasyczny, waga średnia | August Jokinen (FIN) P | pierwsza runda |